# Château de Toury-Lurcy
 (novembre 2023).
- Si vous ne connaissez pas le sujet, laissez ce bandeau (vous pouvez alors contacter les auteurs).
- Si vous supprimez le contenu mis en cause (vous pouvez préalablement contacter les auteurs),

argumentez précisément cette suppression dans la page de discussion
(un manque de référence n'est pas un argument ; une recherche réelle de référence doit avoir été effectuée, être formellement documentée).
Le château de Toury-Lurcy est un édifice situé à Toury-Lurcy, en France.

## Localisation
Le château est situé sur le territoire de la commune de Toury-Lurcy, située dans le département de la Nièvre en région Bourgogne-Franche-Comté. 

## Description
Le château de Toury-Lurcy est reconstruit en 1776 à l'emplacement d'un site médiéval. Ajout d'un étage supplémentaire à la fin du XIXe siècle par l'architecte Bouveault. Au rez-de-chaussée, un salon est orné d'un papier peint en arabesque, avec décor floral et animalier, de la manufacture de la Veuve Mader (1831). Les communs ont gardé leurs dispositions. Il ne reste plus de l’ancien château qu'une grosse tour ronde de 25 m de haut et de 10 m de diamètre du XIIIe siècle. Sur le plan de la seigneurie de Toury (1778), cette tour est représentée, ainsi que le nouveau château. Les bâtiments de l'ancien château, les fossés sont également représentés mais comme ayant disparu. Un puits se trouvait tout près de la tour[source insuffisante].

## Historique
La première trace écrite date de 1370 dans un hommage rendu au comte de Nevers par Guyot Breschard de Thory en Raberon sur Abron, pour la maison forte de Thory. En 1374, hommage rendu au comte de Nevers, par Jean Saulnier, écuyer, seigneur de Thory-sur-Abron, pour la terre et seigneurie de Thory. En 1778, Madame de Soultrait fit démolir presque tout l'ancien château et en employa les matériaux à la construction du nouveau château[réf. souhaitée]. 
Le château fait l'objet d'une inscription et d'un classement au titre des monuments historiques par respectivement les arrêtés du 30 avril 2002 et du 4 octobre 2004.